# Караєв Давид Сосланович
Давид Сосланович Караєв (рос. Давид Сосланович Караев; нар. 10 березня 1995, Владикавказ, Росія) — російський футболіст, півзахисник та нападник московського «Торпедо».

## Життєпис
Розпочав займатися футболом у владикавказькій СДЮШОР «Юність». У 13-річному віці переїхав до Москви, перебував у школі московського «Спартака».
Перший професіональний контракт підписав із хабаровською «СКА-Енергією» після Меморіалу Гранаткіна, який проходив у Санкт-Петербурзі. Вважався легіонером (мав азербайджанське громадянство) через заграність за юнацьку збірну Азербайджану (згодом рішенням Палати з вирішення спорів РФС легіонером вважатися перестав). Дебютував в офіційних матчах за «СКА-Енергію» 7 липня 2013 року, вийшовши на заміну на 69-й хвилині домашнього матчу 1-го туру Першості ФНЛ 2013/14 проти «Салюту» (0:0). У сезоні 2013/14 років провів три поєдинки за хабаровчан у другому дивізіоні.
У вересні 2014 року перейшов до фейкового клубу другого дивізіону «ТСК-Таврія». За сімферопольський клуб провів дванадцять матчів у Першості ПФЛ, в яких відзначився 4-ма голами, перш ніж у грудні 2014 року всі клуби півострова, включаючи ТСК, були виключені з російських клубних футбольних змагань. У серпні 2015 року приєднався до іншого представника другого дивізіону, «Нафтохіміка» (Нижньокамськ). До зимової перерви сезону 2015/16 років провів шість матчів за «Нафтохімік».
У лютому 2016 року перейшов у клуб другого дивізіону «Торпедо» (Армавір). У футболці торпедівців зіграв 1 поєдинок Першості ПФЛ, а клуб за підсумками сезону понизився в класі. Напередодні старту сезону 2016/17 років переїхав до рідного міста, де став гравцем представника другого дивізіону, «Спартака». У вище вказаному сезоні за владикавказький клуб провів 29 матчів у другому дивізіоні, в яких відзначився 4-ма голами. У сезоні 2017/18 перейшов конкурента по чемпіонату, СКА (Ростов-на-Дону). Після 13 зіграних матчів за ростовський клуб у другому дивізіоні, в яких відзначився 8-ма голами, у лютому 2018 року перейшов у клуб першого дивізіону «Хімки». У підмосковному клубі до завершення сезону зіграв 3 матчі. У сезоні 2018/19 років перейшов до аматорського колективу «Олімп» (Москва). У команді виступав близько двох місяців, а в серпні 2018 року приєднався до клубу другого дивізіону КАМАЗ з Набережних Челнів, де перекваліфікувався з півзахисника у нападника. У сезоні 2018/19 провів 19 матчів другому дивізіоні, в яких відзначився 7-ма гоалми. У сезоні 2019/20 років відзначився 11-ма голами у 16 матчах та став найкращим бомбардиром групи «Урал-Поволжжя» Першості ПФЛ 2019/20, також відзначився забитим м'ячем у кубковому матчі проти московського «Спартака».
На початку 2020 року побував на перегляді на двох навчально-тренувальних зборах із московським ЦСКА. У червні 2020 року стало відомо про підписання Караєвим контракту з «Уралом». Дебютував у російській прем'єр-лізі 10 серпня 2020 року, вийшовши на заміну на 70-й хвилині домашнього матчу з московським «Динамо» (0:2). До зимової перерви в чемпіонаті зіграв 6 матчів, проте закріпитися в «Уралі» не зміг й у березні 2021 року перейшов в оренду до завершення сезону 2020/21 років у казахстанський «Каспій».
Влітку 2021 року вільним агентом поповнив «СКА-Хабаровськ». За підсумками сезону став найкращим бомбардиром команди.
7 червня 2022 року підписав контракт із московським «Торпедо», розрахований на 2 роки, з можливістю продовження ще на один сезон.

## Досягнення
КАМАЗ
- Першість ПФЛ, зона «Урал-Поволжжя»
  -  Срібний призер (1): 2018/19